# Новомихайловка (Сумский район)
Новомихайловка (укр. Новомихайлівка) — село,
Подлесновский сельский совет,
Сумский район,
Сумская область,
Украина.
Код КОАТУУ — 5924786305. Население по переписи 2001 года составляло 101 человек.

## Географическое положение
Село Новомихайловка находится на расстоянии в 0,5 км от пгт Степановка и в 1-м км от села Александровка.
По селу протекает пересыхающий ручей с запрудой.

## Известные уроженцы
Василий Григорьевич Новиков (1918 — 2003) — советский военно-морской деятель, начальник Главного технического управления ВМФ СССР, адмирал (1984).